# كريشنا أفانتي الابتدائية (ليستر)
مدرسة كريشنا أفانتي الابتدائية ، ليستر (بالإنجليزية: Krishna-Avanti Primary School Leicester)‏ هي مدرسة ابتدائية هندوسية في ليستر ، المملكة المتحدة وهي جزء من صندوق مدارس أفانتي الابتدائية. كانت أول مدرسة هندوسية تمولها الدولة في ليستر. المدرسة مفتوحة للطلاب من أصول هندوسية ، ولكن نصف الأماكن المتاحة في المدرسة مخصصة للطلاب المحليين من خلفيات دينية مختلفة.